# Жути дијамант Тифани
Тифанијев жути дијамант (енгл. Tiffany Yellow Diamond) је један од најпознатијих модних дијаманата у свету. Када је откривен тежио је 287,42 карата, односно 57,484 g. Међутим накнадна брушења и сеча довела су до тога да се вредност дијаманта знатно смањи те она данас износи 128,54 карата тј. 25,708 g.
Дијамант је пронађен у 1877. у јужноафричком руднику код града Кимберли где га је откупио Чарлс Тифани. Сеча камена извршена је у Паризу, а потом је дијамант био изложен у Смитсоновом институту где се налазио све до 23. септембра 2007.
Занимљиво је да су Тифанијев жути дијамант до сада носиле само две даме, госпођица Шелдон Витхаус 1957. на балу Тифанија у склопу огрлице са белим дијамантима и касније позната глумица и модел Одри Хепберн.